# Lou Deprijck
Lou Deprijck, all'anagrafe Francis Deprijck (Lessines, 11 gennaio 1946 – Bruxelles, 19 settembre 2023), è stato un cantante, compositore e produttore discografico belga.

## Biografia
Fu inizialmente membro della band Liberty 6, che fece flop nel 1967 col brano Je Suis Pop Et Tout À Fait Dingue. In seguito entrò nei Two Man Sound, un gruppo latin-pop formato con Sylvain Vanholme della Wallace Collection e Yvan Lacomblez. I Two Man Sound vendettero oltre un milione di copie del loro singolo Charlie Brown del 1975, mentre l'album Disco Samba, contenente l'omonima canzone, vendette circa 1,4 milioni di copie in America Latina.
Deprijck ebbe anche un grande successo da solista nel 1978 in Francia e Belgio con la canzone ska/reggae Kingston, Kingston, sotto lo pseudonimo di Lou & The Hollywood Bananas.
Il suo successo più noto fu Ça plane pour moi, che compose per Plastic Bertrand, ma diversi anni dopo si scoprì che la voce nel brano era proprio quella di Deprijck, il quale aveva altresì cantato nei primi quattro album di Plastic Bertrand al posto di costui. 
Negli anni '80, Deprijck lanciò la giovane cantante Viktor Lazlo, che aveva incontrato al nightclub Le Mirano a Bruxelles. Per lei produsse l'album eponimo Viktor Lazlo nel 1987, così come l'album Hot & Soul nel 1989.
Nel 1984, sotto il nome di Lou Van Houten, Deprijck pubblicò l'album Collures con Boris Bergman che usò invece lo pseudonimo di Les Epants.
Deprijck trascorse i decenni successivi a Pattaya, in Thailandia, dove proseguì l'attività musicale, tra l'altro riscrivendo il testo di Kingston, Kingston, che divenne Pattaya, Pattaya.
Lou Deprijck è morto il 19 settembre 2023, poco dopo essere stato ricoverato in un ospedale di Bruxelles. Aveva 77 anni.